# Orlické Zlákovice
Orlické Zlákovice (či Orlické Zlakovice, v historických dokumentech nazývané též Zlakovice na pravém břehu Vltavy, Vorlické Zlakovice, Zlakovice, Orlík-Zlakovice, Orlík-Žlakovice, Worlik Zlakowitz) jsou bývalá vesnice a obec v okrese Příbram, zatopená Orlickou přehradou, vybudovanou v letech 1954–1961. Orlické Zlákovice je stále název katastrálního území, do nějž patří i vesnice Klenovice, jejíž územní vymezení jako evidenční části obce je dnes totožné s katastrálním územím Orlické Zlákovice, ačkoliv obě vesnice jsou od sebe asi 2 kilometry vzdálené. Celé toto území patří dnes k obci Milešov v okrese Příbram. 

## Popis

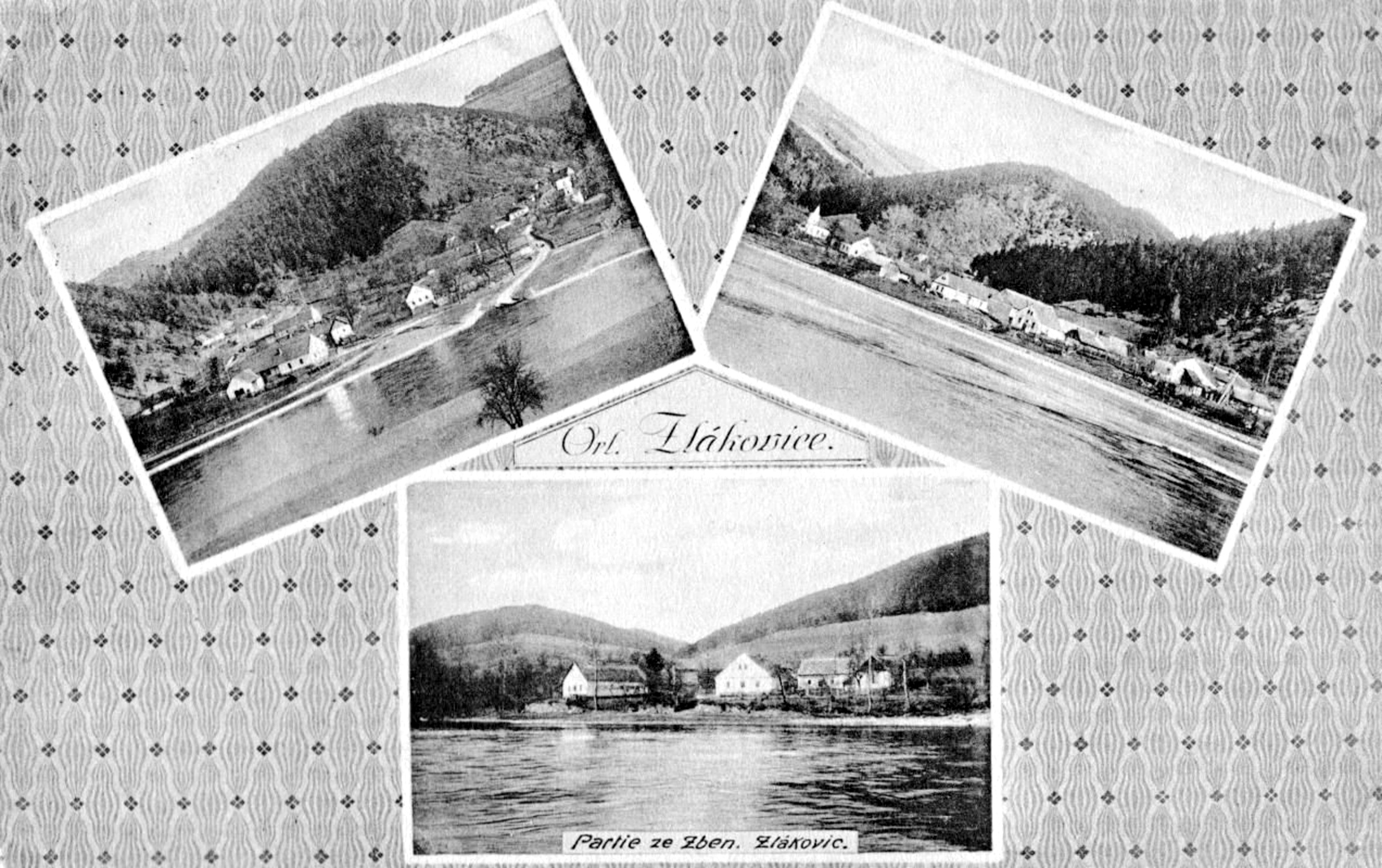
Pohlednice z doby první československé republiky

Vesnice Orlické Zlákovice se nacházela v hlubokém údolí bezejmenného potoka, který jako pravostranný přítok Vltavy přitéká z území severozápadně od Klenovic. Dnes se nejblíže nad tímto údolím nacházejí chatové osady Loužek II a Salaš. Na protějším, levém břehu Vltavy se nacházela vesnice Zbenické Zlákovice, která byla rovněž zaplavena, ale také se po ní stále jmenuje katastrální území.
V roce 1921 bylo ve vsi evidováno 93 domů a 518 obyvatel.

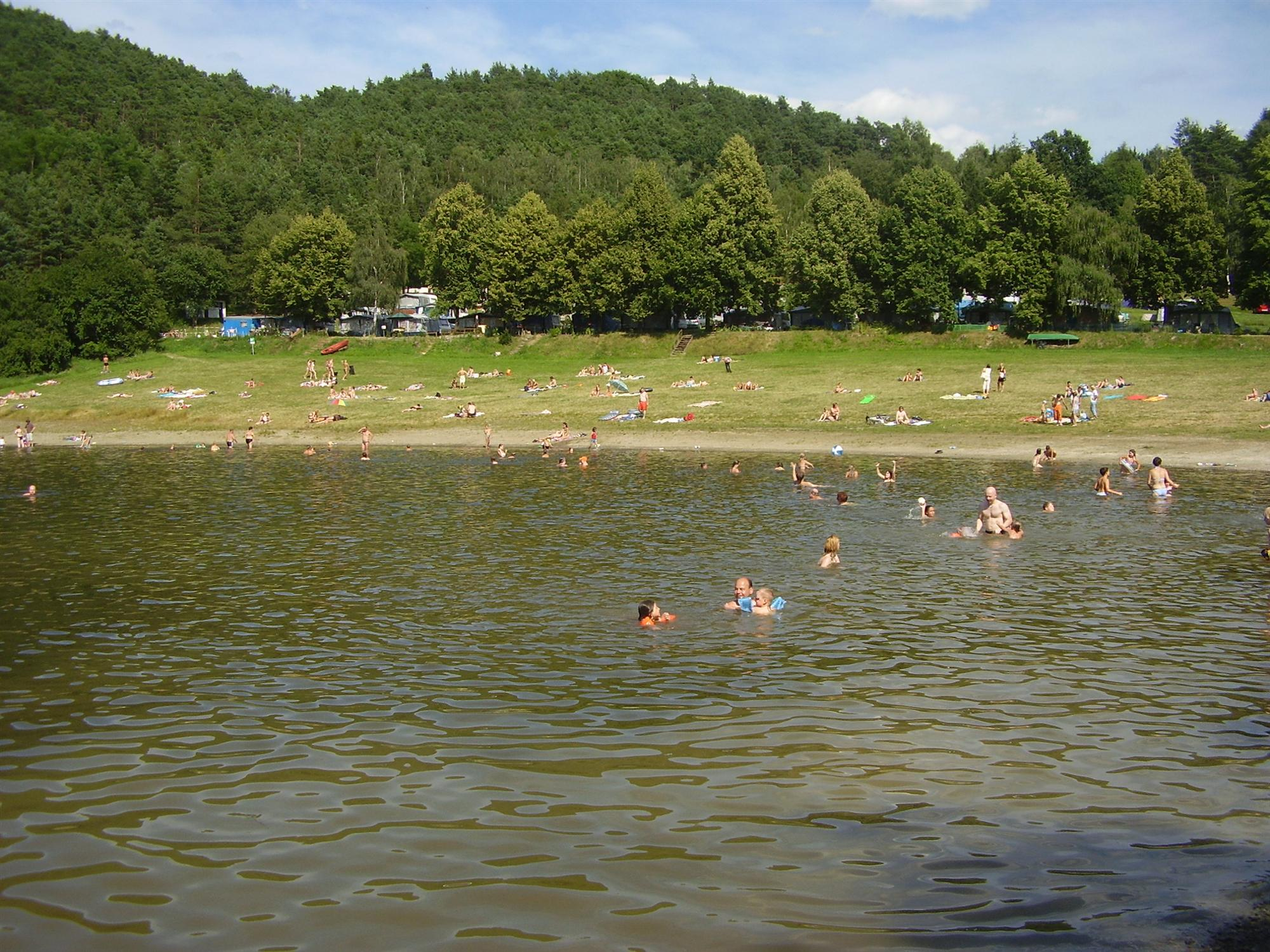
Pláž u kempu Popelíky nedaleko místa, kde stávaly Orlické Zlákovice

Kaple svatého Vojtěcha (mylně uváděna i jako kaple svatého Václava) je zatopená v hloubce 58 metrů pod hladinou, ale podle dokumentace pořízené potápěči roku 2017 byla ještě ve velmi dobrém stavu, pouze bez střechy a věže. Zůstalo zachováno celé obvodové zdivo. Jednolodní kapli s hranolovou věží na západní straně nechal postavit v roce 1904 starosta Josef Ptáček, interiér byl vyzdoben malbami, na oltáři stála socha sv. Vojtěcha.